# Rune Kjellman

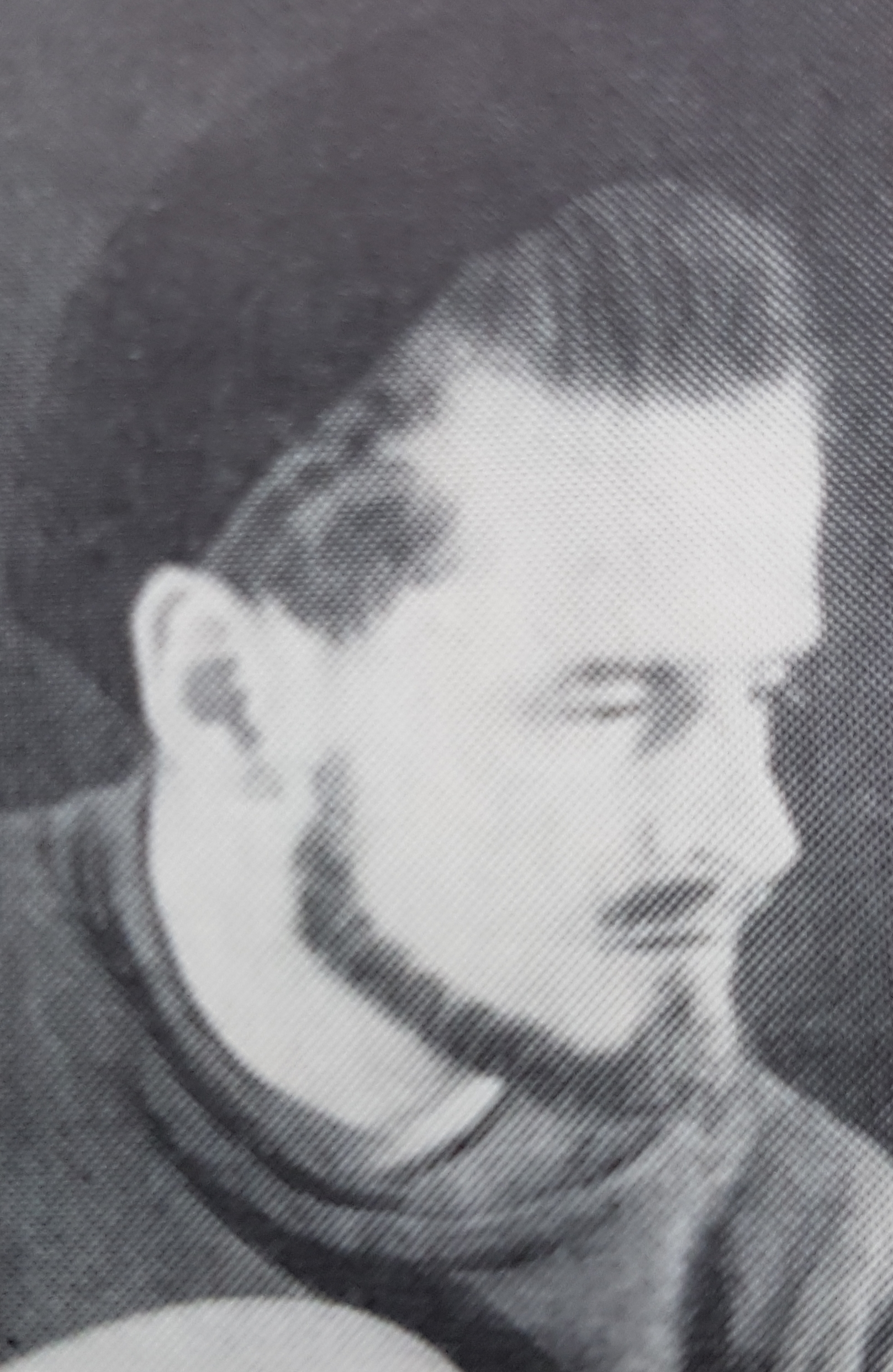
Kjellman, foto från Svenskt konstnärslexikon

Karl Rune Sigvard Kjellman, född 4 november 1923 i Ulricehamn, död 10 januari 2010 i Annedals församling i Göteborg, var en svensk målare, tecknare och grafiker. Han var far till Carin Kjellman.

## Biografi
Han var son till postassistenten Johan August Kjellman och Carin Laura Bergendahl. Kjellman studerade konst för Eugen Kask 1944–1946, samt för Endre Nemes och Torsten Renqvist vid Valands målarskola i Göteborg 1953–1957. Därefter företog han upprepade studieresor till Afrika samt Nord- och Sydamerika. Han medverkade i Nationalmuseums utställning Unga tecknare 1952, Sjuhäradsbygdens konstförenings vandringsutställningar, höstsalongerna på Borås konstmuseum och Parisersalongen på Esselte-hallen i Stockholm. Tillsammans med Rune Claesson och K O Westberg ställde han ut i Ulricehamn 1951. Han tilldelades ett resestipendium till Grez-sur-Loing och ett stipendium från Göteborgs kulturnämnd 2001. 
Hans konst består av stilleben, figurskildringar, sjömanslivet och landskap, med motiv från sina resor i sydliga nejder i olja, pastell eller i form av kolteckningar. 
Han var från 1978 rektor vid KV konstskola i Göteborg.  Kjellman är representerad vid Nordiska museet, Göteborgs konstmuseum, Statens konstråd, Stockholms kommun och Göteborgs kommun.